# Shireen Mazari
Pour les articles homonymes, voir Mazari.
Shireen Mehrunnisa Mazari (en langue ourdou : شیریں مہر النساء مزاری) est une femme politique pakistanaise, née le 26 avril 1966. Elle est ministre fédérale des droits de l'homme du 20 août 2018 au 10 avril 2022.
Elle est la présidente de la commission parlementaire chargée de la nomination du commissaire électoral en chef et des membres de la Commission électorale du Pakistan. Députée de l'Assemblée nationale depuis 2013, elle est présidente du groupe parlementaire du Mouvement du Pakistan pour la justice.

## Études
Shireen Mazari étudie à la London School of Economics, et obtient un doctorat en science politique à l'université Columbia,. Elle rejoint l'université Quaid-i-Azam en tant que professeure associée, dont elle devient quelques années plus tard la présidente du département de la défense et des études stratégiques.

## Carrière professionnelle
En 2002, Shireen Mazari devient la directrice de l'Institut d'études stratégiques, financé par le gouvernement, jusqu’à son licenciement en 2008,,. En 2009, elle est nommée rédactrice en chef du quotidien The Nation,,. Elle a également animé une émission de télévision hebdomadaire sur la chaîne Waqt News.
Shireen Mazari fait l'objet de critiques sévères de la part du Comité pour la protection des journalistes, après avoir publiquement accusé un journaliste américain d'être un espion de la CIA.

## Carrière politique

### Débuts
Shireen Mazari rejoint le mouvement du Pakistan pour la justice (PTI) en 2008. En 2009, elle devient la secrétaire de l'information et la porte-parole du PTI,. En 2012, elle démissionne du parti, dont elle était la vice-présidente la responsable de la politique étrangère,. Elle réintègre cependant le parti en 2013.
Shireen Mazari est élue membre de l'Assemblée nationale pour la première à la suite des élections législatives de 2013,,,,. Elle se présente comme membre du PTI, et siège à des places réservés aux femmes du Pendjab. Elle est nommée présidente du groupe PTI à l'Assemblée nationale. Elle est réélue députée lors des élections législatives de 2018. 

### Ministre des Droits de l'homme
Le 18 août 2018, le Premier ministre élu Imran Khan annonce officiellement la structure de son cabinet fédéral. Shireen Mazari est alors nommée ministre fédérale des Droits de l'homme. Elle prête serment le 20 août,.
En 2019, après un attentat terroriste à Londres, elle critique publiquement le principal journal pakistanais Dawn pour avoir rendu public le fait que le terroriste était un homme d'origine pakistanaise, plutôt que de déplorer l'attentat lui-même ou de présenter ses condoléances. Elle accuse le quotidien de poursuivre un programme anti-pakistanais. Alors que des foules ont encerclé les bureaux de Dawn pour demander la démission du rédacteur en chef, elle délaisse la défense de la liberté d'expression au Pakistan à d'autres médias ou organisations, comme Reporters sans frontières,,.
La même année, sous l'impulsion de la Coalition pour les femmes dans le journalisme (CFWIJ), la ministre est sollicitée pour travailler sur différentes questions liées aux femmes journalistes. En juillet 2019, le gouvernement prend pour la première fois dans l'histoire du pays une position claire contre le harcèlement envers les femmes journalistes au Pakistan.
La ministre est sous pression concernant des jeunes filles chrétiennes enlevées, mariées et converties de force à l'islam. En 2020, plusieurs affaires sont médiatisées et entrainent des manifestations dans le pays pour dénoncer des décisions de justice reconnaissant parfois ces mariages comme valides. La ministre finit par intervenir en leur faveur et les filles sont restituées à leur famille sur ordre de la justice, tandis que les présumés ravisseurs sont arrêtés,. 
Après presque quatre ans de fonction, elle doit quitter son poste quand Imran Khan est destitué par une motion de censure à l'Assemblée nationale, le 10 avril 2022.

### Polémiques
Le 21 novembre 2020, elle affirme que « Macron fait aux musulmans ce que les nazis infligeaient aux Juifs », en prétendant que « les enfants musulmans devront avoir un numéro d'identification, comme les Juifs étaient forcés à porter l'étoile jaune sur leurs vêtements pour être identifiés ». Il s'agit d'une fausse nouvelle, démentie par le gouvernement français, le numéro[Lequel ?] étant en fait destiné à tous les élèves.

## Publications
Parmi une liste non exhaustive :

### Ouvrages
- Pakistan's security and the nuclear option, Shireen Mazari et Tarik Jan et al, Institute of Policy Studies, 167p, 1995,  (ISBN 9789694480329)
- The Kargil conflict, 1999 : separating fact from fiction, Shireen Mazari, Institute of Policy Studies, 162p, 2003,  (ISBN 9789698772000)

### Articles et recherches
- Nuclear safety and terrorism : a case study of India, Shireen Mazari  et Maria Sultan, Institute of Strategic Studies, 46p, 2001[34],[35]
- Pakistan's nuclear doctrine and approach to arms control, Institute of South Asian Studies, 17p, 2005[36]
- Islam and the West' dialogue : what achievements? What new effective methods?, ISIS Malaysia, 16p, 2008[37]